# Pilsener de El Salvador
Pilsener est une bière salvadorienne de type lager produite par la société Industrias La Constancia qui est la plus grande brasserie du pays. Elle est née dans la ville de Santa Ana en 1903.

## Pilsener dans le sport
La marque Pilsener est étroitement liée au sport le plus populaire au Salvador, le football, elle est l'un des sponsors de l'équipe nationale de football El Salvador entre autres.
De 2003 à 2010 elle donne son nom au championnat du Salvador.